# Porodní asistentka
Porodní asistentka je osoba se zdravotnickým vzděláním poskytující služby v oboru porodní asistence, která se specializuje na péči o ženu v průběhu normálního (nekomplikovaného) těhotenství, porodu a šestinedělí, včetně péče o zdravého novorozence a kojence do věku šesti týdnů. Podle platných právních předpisů (zákon č. 96/2004 Sb. o podmínkách k odborné způsobilosti k výkonu povolání nelékařských zdravotnických povolání) mohou porodní asistentky v České republice – podobně jako v ostatních zemích Evropské unie – pracovat samostatně, tj. bez odborného dohledu a bez indikace lékaře v případě fyziologického těhotenství, porodu a šestinedělí. Po vstupu ČR do EU mohou české porodní asistentky pracovat za srovnatelných podmínek v libovolném z členských států. Stejně tak mohou porodní asistentky ze zemí EU pracovat v Česku.
Porodní asistentky navazují na činnost porodních babiček, které na území dnešního Česka dříve působily.

## Mezinárodní definice
V roce 1972 vytvořily Světová zdravotnická organizace (WHO), Mezinárodní konfederace porodních asistentek (ICM) a Mezinárodní federace gynekologů a porodníků (FIGO) dokument nazvaný Definition of the Midwife (Definice porodní asistentky). Podle této mezinárodní definice je „Porodní asistentka uznávána jako plně zodpovědný zdravotnický pracovník, který pracuje jako partner ženy, poskytuje jí potřebnou podporu, péči a radu během těhotenství, porodu a v době poporodní, vede porod na svou vlastní zodpovědnost, poskytuje péči novorozencům a dětem v kojeneckém věku. Tato péče zahrnuje preventivní opatření, podporu normálního porodu, zjišťování komplikací u matky nebo dítěte, zprostředkování přístupu k lékařské péči nebo jiné vhodné pomoci a provedení nezbytných opatření při mimořádné naléhavé situaci.“ … „Porodní asistentka může vykonávat svou profesi v jakémkoli prostředí, včetně domácího prostředí, ambulantních zdravotnických zařízení, nemocnic, klinik, nebo zdravotnických středisek.“
Porodní asistentky pracují:
- v porodnicích na porodních sálech
- na odděleních péče o těhotné a šestinedělí
- v gynekologicko-porodnických ordinacích
- v centrech pro budoucí rodičky
- ve vlastních soukromých praxích

Většina porodních asistentek je zaměstnána ve zdravotnických zařízeních, ale část z nich pracuje samostatně. Nabízí tak ženám, jejich partnerům a dětem individuální péči v tak citlivém období, jakým bezesporu těhotenství, porod, šestinedělí a rané rodičovství je. Velmi často péče porodní asistentky probíhá v domácím prostředí klientů nebo v centrech předporodní přípravy. Porodní asistentky nabízejí často podobné služby jako duly, na rozdíl od dul však mají zdravotnické vzdělání a mohou vést samostatně porod.

## Kompetence porodní asistentky
- Porodní asistentka je průvodkyní těhotenstvím
- Porodní asistentka potvrdí nebo diagnostikuje těhotenství
- Provádí ženu a její okolí v průběhu celého těhotenství (poskytuje informace, upozorňuje na možná rizika, připravuje ženu k porodu)
- Provádí vyšetření nutná při sledování fyziologického (normálního) těhotenství
- Doporučuje a předepisuje vyšetření prováděná nad rámec péče porodní asistentky
- Sleduje stav plodu v děloze, rozpoznává možná rizika
- V případě zjištění rizika předává ženu do péče lékaře gynekologa – porodníka
- Porodní asistentka vede normální (fyziologický) porod
- Má oprávnění vést samostatně fyziologické porody
- Pečuje o ženu ve všech dobách porodních
- V případě identifikace komplikací přivolá lékaře nebo doprovází ženu do zdravotnického zařízení
- Porodní asistentka pečuje o matku a dítě po porodu
- Ošetřuje porodní a poporodní poranění, pečuje o ženu bezprostředně po porodu
- Poskytuje fyziologickou péči dítěti bezprostředně po porodu včetně prvního ošetření
- Provádí návštěvy v rodinách po porodu

## Činnosti porodní asistentky
Soukromé porodní asistentky nabízejí tyto služby:
- Poradna – pravidelné prohlídky v těhotenské poradně určené ženám s fyziologickým těhotenstvím (nejčastěji sestávají z individuálního pohovoru, zevního vyšetření, kontroly krevního tlaku, moči a hmotnosti, od 25. týdne těhotenství včetně poslechu ozev dítěte).
- Cvičení – nejčastěji cvičení pro těhotné v malých skupinách, doplněné o relaxaci, jógové prvky, oblíbenými pomůckami bývají overbally apod.
- Plavání – aktivity těhotných v bazénu v malé skupině, nejde o plavání jako takové, ale spíše o uvolnění a protažení s nácvikem dýchání k porodu.
- Kurz předporodní přípravy – příprava k porodu pro těhotné ženy a jejich partnery. Optimální délka bývá alespoň 6 x 2 hodiny, většinou v malé skupině. Je možné zajistit si i individuální kurzy (např. v domácím prostředí). Některé porodní asistentky nabízejí kurzy pro ženy, které již jednou rodily a potřebují si informace osvěžit nebo potřebují pochopit svůj předchozí porod.
- Návštěva v těhotenství – individuální konzultace v domácím prostředí (např. při rizikovém těhotenství).
- Doprovod k porodu – jedná se o doprovod ve zdravotnickém zařízení. Pokud znáte porodní asistentku, které důvěřujete a směrnice zařízení, kde jste se rozhodla rodit, nevylučuje její přítomnost u Vašeho porodu, může vás vaše porodní asistentka doprovázet do porodnice, i když tam není zaměstnaná. Její kompetence jsou však často omezeny a pro rodičku představuje nejčastěji psychologickou podporu.
- Porod mimo zdravotnické zařízení – často nazývaný „porod doma“. Vyvolává mnoho emocí u lékařské i nelékařské veřejnosti, ale v podstatě je legální volbou pro všechny zdravé těhotné ženy, které splňují určitá kritéria. Domácí porody jsou v Evropě součástí zdravotního systému například v Nizozemsku, Velké Británii, Německu a Polsku.[3]
- Návštěva po porodu – při návštěvě probíhá kontrola poporodních poranění, podpora při péči o dítě a řešení problémů s kojením.

Některé porodní asistentky nabízejí i aktivity zaměřené na péči o dítě:
- laktační poradna
- masáže kojenců
- plavání kojenců
- cvičení pro děti

## Porodní asistentky v literatuře
- Sabine Ebertová: Tajemství porodní báby (série 5 knih)
- Katja Kettuová: Porodní bába, ISBN 978-80-257-1473-7
- Kerstin Ekmanová: Vlčí kůže, ISBN 978-80-243-6475-9